# محمد رزق (لاعب كرة قدم مواليد 1993)
محمد رزق هو لاعب كرة قدم مصري في مركز الوسط، ولد في 1 يونيو 1993. لعب مع نادي الجونة.